# Gottlob Friedrich Bernhard von Schippert
Gottlob Friedrich Bernhard Schippert, ab 1886 von Schippert, (* 14. Oktober 1820 in Heilbronn; † 5. Oktober 1893 in Ellwangen (Jagst)) war ein württembergischer Oberamtmann.

## Leben und Beruf
Gottlob Friedrich Bernhard Schippert war der Sohn eines Stadtassessors in Ellwangen. Er studierte nach der Maturitätsprüfung ab 1838 Regiminalwissenschaften in Tübingen, wo er Mitglied der Studentenverbindung Elvacia wurde. 
1842 legte er die 1. und 1843 die 2. höhere Dienstprüfung ab. 1843 wurde er Revisor beim Oberamt Biberach, 1844 bis 1848 Aktuar beim Oberamt Ehingen. Von 1848 bis 1850 arbeitete er als Kanzleihilfsarbeiter und von 1850 bis 1852 als Kanzleiassistent beim Ministerium des Innern in Stuttgart. 1852 bis 1856 war er Assessor bei der Ablösungskommission, er war in dieser Zeit auch Mitglied der Zentralleitung des Wohltätigkeitsvereins, der Armenkommission und der Kommission zur Bereinigung des Gemeindeverbands. Von 1856 bis 1861 war er Oberamtmann in Welzheim, von 1861 bis 1866 in Calw und von 1866 bis 1872 in Reutlingen. 1872 wurde er Regierungsrat bei der Regierung des Jagstkreises in Ellwangen. 1887 trat er in den Ruhestand. 

## Ehrungen, Nobilitierung
- 1870 Ritterkreuz 1. Klasse des Friedrichsordens
- 1877 Ritterkreuz 2. Klasse des Ordens der württembergischen Krone
- 1886 Ehrenritterkreuz des Ordens der württembergischen Krone, welches mit dem persönlichen Adelstitel (Nobilitierung) verbunden war[2]
- Kriegsgedenkmünze für Kombattanten und Nicht-Kombattanten